# Wilhelm Diegelmann

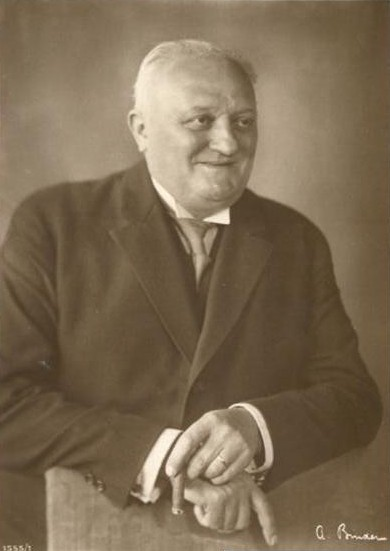
Wilhelm Diegelmann auf einer Fotografie von Alexander Binder (1927)

Wilhelm Diegelmann (* 28. September 1861 in Ellers, heute zu Neuhof (bei Fulda); † 1. März 1934 in Berlin) war ein deutscher Schauspieler.

## Leben
Er begann seine Bühnenlaufbahn 1878 im Chor der Oper Frankfurt. 1881 gab er sein schauspielerisches Debüt am Frankfurter Stadttheater. Dort verkörperte er unter anderem die Titelfiguren in Wallenstein, Nathan der Weise, Wilhelm Tell und König Lear.
Im Sommer 1907 wechselte er nach Berlin, wo er besonders am Deutschen Theater auftrat. Später sah man ihn auch am Berliner Theater, am Großen Schauspielhaus und am Deutschen Künstlertheater.
1913 kam er durch Max Reinhardt zum Film. Diegelmann wurde hier zum vielbeschäftigten Nebendarsteller, oft in Vaterfiguren, zunehmend aber auch in eher komischen Chargenrollen. So verkörperte er im Klassiker Der blaue Engel einen Kapitän, der nach einer Schiffsreise nichtsahnend mit der Sängerin Lola Lola (Marlene Dietrich) anbändelt und prompt die Eifersucht ihres neuen Ehemanns (Emil Jannings) zu spüren bekommt. In seinem letzten Film war er in der Storm-Adaption Der Schimmelreiter als alter Deichgraf zu sehen. Diegelmann stand weiterhin auf Berliner Bühnen, zuletzt kurz vor seinem Tod in Hans Kysers Rembrandt vor Gericht.
Seine letzte Ruhestätte fand er auf dem Südwestkirchhof Stahnsdorf, doch existiert das Grab nicht mehr.

## Filmografie (Auswahl)
- 1913: Die Insel der Seligen
- 1914: Der Spuk im Hause des Professors
- 1914: Lache, Bajazzo!
- 1915: Frau Annas Pilgerfahrt
- 1915: Die Wellen schweigen
- 1915: Der Onkel aus Amerika
- 1915: Robert und Bertram
- 1915: Teufelchen
- 1916: Nebel und Sonne
- 1916: Paulchen Semmelmann
- 1916: Benjamin, der Schüchterne
- 1917: Feenhände
- 1917: Else und ihr Vetter
- 1917: Der Golem und die Tänzerin
- 1917: Unsichtbare Hände. Der Fall Melvil
- 1917: Prinz Sami
- 1917: Prima Vera
- 1917: Der Fall Hirn
- 1917: Hans Trutz im Schlaraffenland
- 1917: Hoch klingt das Lied vom U-Boot-Mann
- 1917: Du sollst keine anderen Götter haben
- 1918: Sein bester Freund
- 1918: Suchomlinow
- 1918: Der Rattenfänger
- 1918: Carmen
- 1918: Mitternacht
- 1918: Der geprellte Don Juan
- 1918: Wanderratten
- 1919: Veritas vincit
- 1919: Um Krone und Peitsche
- 1919: Der Wirrwarr
- 1919: Das Buch Esther
- 1919: Die Geächteten
- 1919: Die Maske
- 1919: Fräulein Zahnarzt
- 1919: Die Prostitution (2 Teile)
- 1919: Anders als die Andern
- 1919: Kreuziget sie!
- 1919: Prinz Kuckuck
- 1919: Das Mädchen aus dem wilden Westen
- 1920: Die Herrin der Welt, 6. Teil: Die Frau mit den Milliarden
- 1920: Alkohol
- 1920: Der Amönenhof
- 1920: Monica Vogelsang
- 1920: Die Legende von der heiligen Simplicia
- 1920: Opfer
- 1920: Anna Boleyn
- 1920: Präsident Barrada
- 1920: Der Schädel der Pharaonentochter
- 1920: Der Henker von Sankt Marien
- 1920: Gentlemen-Gauner
- 1920: Das Haupt des Juarez
- 1920: Patience
- 1920: Der verbotene Weg
- 1921: Aus dem Schwarzbuch eines Polizeikommissars – 1. Teil
- 1921: Der Dummkopf
- 1921: Die Geierwally
- 1921: Der Silberkönig (4 Teile)
- 1921: Das indische Grabmal (2 Teile)
- 1921: Julot, der Apache
- 1921: Der müde Tod
- 1921: Die Bergkatze
- 1921: Die Verschwörung zu Genua
- 1921: Der Friedhof der Lebenden
- 1921: Die schwarze Pantherin
- 1921: Die Geliebte Roswolskys
- 1921: Die Fremde aus der Elstergasse
- 1921: Der vergiftete Strom
- 1921: Kean
- 1921: Pariserinnen
- 1922: Bardame
- 1922: Der böse Geist Lumpaci Vagabundus
- 1922: Der falsche Dimitry
- 1922: Der Graf von Charolais
- 1922: Lola Montez, die Tänzerin des Königs
- 1922: Lucrezia Borgia
- 1922: Phantom
- 1922: Die Schuhe einer schönen Frau
- 1922: Die letzte Maske
- 1922: Der blinde Passagier
- 1922: Herzog Ferrantes Ende
- 1922: Der Liebe Pilgerfahrt
- 1922: Der Mann mit der eisernen Maske
- 1922: Das Weib auf dem Panther
- 1923: Friedrich Schiller
- 1923: Der Mensch am Wege
- 1923: Martin Luther
- 1923: Der Menschenfeind
- 1923: Der steinerne Reiter
- 1923: Der Tiger des Zirkus Farini
- 1923: Das Abenteuer von Sagossa
- 1923: Wilhelm Tell
- 1923: Der zweite Schuß
- 1923: Mutter, dein Kind ruft!
- 1924: Mutter und Kind
- 1924: Der Weg zu Gott
- 1924: Dudu, ein Menschenschicksal
- 1924: Mensch gegen Mensch
- 1925: Kampf um die Scholle
- 1925: Das alte Ballhaus (2 Teile)
- 1925: Die vom Niederrhein
- 1925: Das Mädchen mit der Protektion
- 1925: Der Herr Generaldirektor
- 1925: Aschermittwoch
- 1925: Des Lebens Würfelspiel
- 1925: Götz von Berlichingen zubenannt mit der eisernen Hand
- 1925: Briefe, die ihn nicht erreichten
- 1925: Der Mann im Sattel
- 1925: Gräfin Mariza
- 1925: Das Mädchen mit den Schwefelhölzern
- 1926: Die Gesunkenen
- 1926: Schwiegersöhne
- 1926: Überflüssige Menschen
- 1926: Die Mühle von Sanssouci
- 1926: Wien – Berlin
- 1926: Zopf und Schwert
- 1926: Die Waise von Lowood
- 1926: Herbstmanöver
- 1926: Hallo Caesar!
- 1926: Das Lebenslied
- 1926: Die lachende Grille
- 1927: Mädchenhandel – Eine internationale Gefahr
- 1927: Brennende Grenze
- 1927: Ich habe im Mai von der Liebe geträumt
- 1927: Violantha
- 1927: Ich war zu Heidelberg Student
- 1927: Die drei Niemandskinder
- 1927: Die Lorelei
- 1927: Ein schwerer Fall
- 1927: Luther – Ein Film der deutschen Reformation
- 1928: Das Hannerl von Rolandsbogen
- 1928: Jahrmarkt des Lebens
- 1928: Das Spreewaldmädel
- 1928: Das deutsche Lied
- 1929: Es flüstert die Nacht …
- 1929: Katharina Knie
- 1930: Der blaue Engel
- 1930: Wenn Du noch eine Heimat hast
- 1931: Die Faschingsfee
- 1931: Ronny
- 1931: Der wahre Jakob
- 1932: Der Geheimagent
- 1932: Skandal in der Parkstraße
- 1933: Großstadtnacht
- 1933: Hans Westmar
- 1933: Das Tankmädel
- 1934: Der Schimmelreiter

## Theater
- 1902: Friedrich Schiller: Demetrius (Patriarch) – Regie: Max Grube (Königliches Opernhaus Berlin)
- 1907: Gotthold Ephraim Lessing: Minna von Barnhelm (Just) – Regie: Max Reinhardt (Deutsches Theater Berlin)
- 1907: William Shakespeare: Was ihr wollt (Sir Toby Rülps) – Regie: Max Reinhardt (Deutsches Theater Berlin)
- 1907: Heinrich von Kleist: Prinz Friedrich von Homburg (Kurfürst) – Regie: Max Reinhardt (Deutsches Theater Berlin)
- 1907: Pedro Calderón de la Barca: Der Arzt seiner Ehre – Regie: Albert Steinrück (Deutsches Theater Berlin)
- 1908: Friedrich Schiller: Die Räuber (Schweizer) – Regie: ? (Deutsches Theater Berlin)
- 1908: Franz Grillparzer: Medea – Regie: ? (Deutsches Theater Berlin)
- 1908: Johann Wolfgang von Goethe: Iphigenie auf Tauris (Thoas) – Regie: ? (Goethe-Theater Bad Lauchstädt)
- 1908: Friedrich Schiller: Die Verschwörung des Fiesco zu Genua (Verrina) – Regie: ? (Deutsches Theater Berlin)
- 1908: William Shakespeare: Ein Sommernachtstraum (Theseus) – Regie: ? (Deutsches Theater Berlin)
- 1909: Friedrich Schiller: Don Carlos (Lerma) – Regie: ? (Deutsches Theater Berlin)
- 1909: Johann Wolfgang von Goethe: Faust. Eine Tragödie (Erdgeist) – Regie: Max Reinhardt (Deutsches Theater Berlin)
- 1910: Johann Nestroy: Lumpacivagabundus (Feenkönig) – Regie: ? (Deutsches Theater Berlin)
- 1910: Hugo von Hofmannsthal: Cristinas Heimreise – Regie: Max Reinhardt (Deutsches Theater Berlin)
- 1911: Aischylos: Orestie (Agamemnon) – Regie: Max Reinhardt (Zirkus Schumann)
- 1911: József Katona: Banus Bank (Tiborcz) – Regie: Max Reinhardt (Deutsches Theater Berlin)
- 1911: Johann Wolfgang von Goethe: Faust. Der Tragödie zweiter Teil (Heermeister) – Regie: Max Reinhardt (Deutsches Theater Berlin)
- 1911: Fritz von Unruh: Offiziere (Militärpfarrer) – Regie: ? (Deutsches Theater Berlin)
- 1912: William Shakespeare: Heinrich IV. (Sir John Falstaff) – Regie: Max Reinhardt (Deutsches Theater Berlin)
- 1912: William Shakespeare: Romeo und Julia (Capulet) – Regie: Max Reinhardt (Deutsches Theater Berlin)
- 1913: Lew Tolstoi: Der lebende Leichnam – Regie: ? (Deutsches Theater Berlin)
- 1913: William Shakespeare: Viel Lärm um nichts (Leonato) – Regie: Max Reihardt (Deutsches Theater Berlin)
- 1913: George Bernard Shaw: Androklus und der Löwe (Ferrobius) – Regie: Richard Ordynski (Deutsches Theater Berlin – Kammerspiele)
- 1913: William Shakespeare: Der Kaufmann von Venedig – Regie: Max Reinhardt (Deutsches Theater Berlin)
- 1914: Friedrich Schiller: Wallensteins Tod (Illo) – Regie: Max Reinhardt (Deutsches Theater Berlin)
- 1914: Friedrich Schiller: Kabale und Liebe – Regie: Max Reinhardt (Deutsches Theater Berlin)
- 1914: William Shakespeare, Engelbert Humperdinck: Das Wintermärchen (Antigonus) – Regie: Max Reinhardt (Deutsches Theater Berlin)
- 1915: William Shakespeare: Der Sturm (Kellner) – Regie: Max Reinhardt (Theater Volksbühne am Bülowplatz Berlin)
- 1915: Ferdinand Raimund: Rappelkopf (Habakuk) – Regie: Max Reinhardt (Deutsches Theater Berlin)
- 1916: Frank Wedekind: Der Schnellmaler (Pankratius Knapp) – Regie: Berthold Held (Deutsches Theater Berlin – Kammerspiele)
- 1916: Jakob Michael Reinhold Lenz: Die Soldaten (Vater) – Regie: Max Reinhardt (Deutsches Theater Berlin)
- 1916: Langdon Mitchell: Jonathans Töchter (Geistlicher Bruder) – Regie: Carl Heine (Deutsches Theater Berlin – Kammerspiele)
- 1917: William Shakespeare: Macbeth (Pförtner) – Regie: Max Reinhardt (Deutsches Theater Berlin)
- 1917: Karl Schönherr: Volk in Not (Griesbacher) – Regie: Max Reinhardt (Theater Volksbühne am Bülowplatz Berlin)
- 1917: Gerhart Hauptmann: Winterballade – Regie: Max Reihhardt (Deutsches Theater Berlin)
- 1917: Ernst von Wolzogen: Das Lumpengesindel (Wachtmeister) – Regie: Carl Heine (Theater Volksbühne am Bülowplatz Berlin)
- 1918: Heinrich von Kleist: Die Hermannschlacht – Regie: Max Reinhardt (Theater Volksbühne am Bülowplatz Berlin)
- 1918: Lew Tolstoi: Und das Licht scheinet in der Finsternis – Regie: ? (Deutsches Theater Berlin)
- 1918: Maximilian Böttcher: General Yorck (Rittergutspächter) – Regie: Ferdinand Gregori (Theater Volksbühne am Bülowplatz Berlin)
- 1919: William Shakespeare: Wie es euch gefällt – Regie: Max Reinhardt (Deutsches Theater Berlin)
- 1921: Fritz von Unruh: Louis Ferdinand Prinz von Preußen (Braunschweiger) – Regie: Gustav Hartung (Deutsches Theater Berlin)
- 1921: William Shakespeare: Hamlet – Regie: ? (Deutsches Theater Berlin)
- 1921: Hugo von Hofmannsthal: Jedermann (Dicker Vetter) – Regie: Max Reinhardt (Salzburger Festspiele)
- 1921: Gerhart Hauptmann: Jungfern vom Bischoffsberg (Gustav Ruscheweh) – Regie: Iwan Schmith (Deutsches Theater Berlin – Kammerspiele)
- 1922: Jacques Offenbach: Orpheus in der Unterwelt – Regie: Max Reinhardt (Großes Schauspielhaus)
- 1923: Karl Strecker: Krokodil – Regie: Erich Pabst (Deutsches Theater Berlin – Kammerspiele)
- 1923: George Bernard Shaw: Arzt am Scheideweg – Regie: ? (Deutsches Rheater Berlin)
- 1923: Oscar Straus: Die törichte Jungfrau – Regie: Iwan Schmith (Großes Schauspielhaus)
- 1924: Franz Schulz: Herr Pipagran fährt nach Paris (Wirt) – Regie: Ernst Stahl-Nachbaur (Theater am Kurfürstendamm Berlin)
- 1924: A. A. Milne: Mr. Pim will nicht stören – Regie: ? (Tribüne Berlin)
- 1924: August Strindberg: Erik XIV. (Knecht) – Regie: Karl Reinhard, Rudolf Bernauer (Theater in der Königsgrätzer Straße Berlin)
- 1925: Georg Okonkowski: Annemarie (Mühldorfer) – Regie: Martin Zickel  (Schiller Theater Berlin)
- 1925: Luigi Pirandello: Sechs Personen suchen einen Autor – Regie: ? (Komödie Berlin)
- 1926: Gerhart Hauptmann: Der Biberpelz (Vater Wolff) – Regie: Berthold Viertel (Thalia-Theater Berlin)
- 1928: Franz Lehár:  Friederike (Pfarrer) – Regie: Fritz Friedmann-Frederich (Metropol-Theater Berlin)
- 1928: Gerhart Hauptmann: Kollege Crampton (Löffler) – Regie: Wolfgang Hoffmann-Harnisch
- 1929: Carl Rössler: Die fünf Frankfurter – Regie: Eugen Robert (Berliner Theater)
- 1929: Oscar Wilde: Bunbury – Regie: Eugen Robert (Tribüne Berlin)
- 1933: Carl Zuckmayer: Schinderhannes (Schmied) – Regie: Heinz Hilpert (Theater Volksbühne am Bülowplatz Berlin)
- 1933: Hans von Letra: Glück im Haus (Helen) – Regie: ? (Renaissance-Theater Berlin)